# Богородское (Удмуртия)
Богородское — деревня в Якшур-Бодьинском районе Удмуртской Республики Российской Федерации.

## География
Деревня находится в центральной части республики, в зоне хвойно-широколиственных лесов, у реки Сюровай.

### Климат
Климат характеризуется как умеренно континентальный, с продолжительной холодной многоснежной зимой и относительно коротким тёплым летом. Среднегодовая многолетняя температура воздуха составляет 2,4 °С Средняя температура воздуха самого тёплого месяца (июля) — 18 °C (абсолютный максимум — 36,6 °C); самого холодного (января) — −15 °C (абсолютный минимум — −47,5 °C). Среднегодовое количество атмосферных осадков составляет 532 мм, из которых большая часть выпадает в тёплый период.

## История
В 1891 году деревня входила в состав Якшур-Бодьинской волости Сарапульского уезда Вятской губернии. Тогда здесь проживало 105 человек.
По данным переписи 1905 года, в деревне проживало 148 человек.
Входила в состав Кекоранского сельского поселения, упраздненного Законом Удмуртской Республики от 11.05.2021 № 43-РЗ к 25 мая 2021 года.

## Население
| 2010 | 2012 |
| ---- | ---- |
| 56   | ↘50  |

### Национальный состав
Согласно результатам переписи 2002 года, в национальной структуре населения удмурты составляли 94 %.

## Инфраструктура
Личное подсобное хозяйство.

## Транспорт
Проходит Старозяцинский тракт, соединяющий Старые Зятцы и Якшур-Бодья. Остановка общественного транспорта «Богородское».